# Rajd „Po kamienistej drodze” do Pęcic

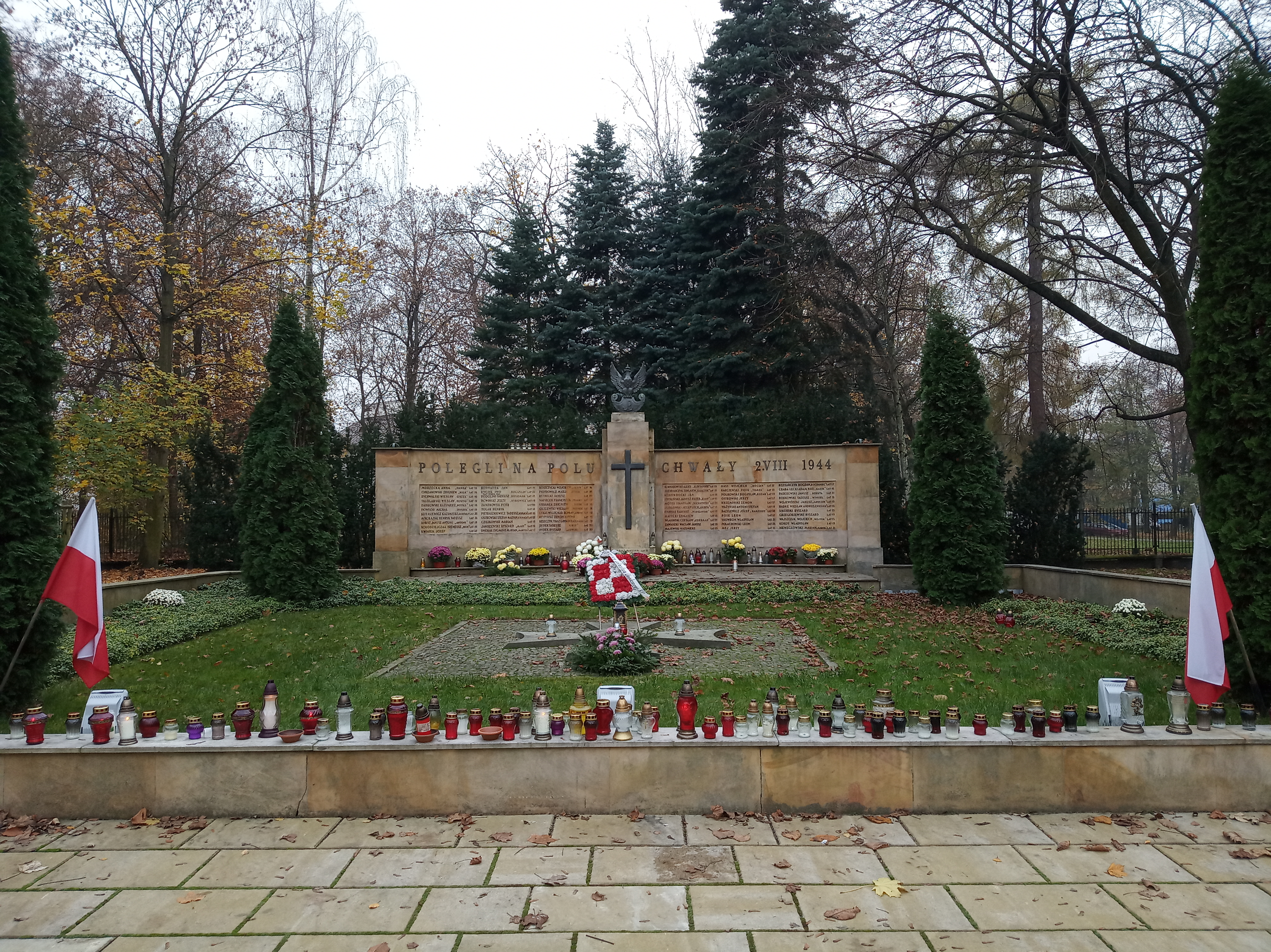
Pomnik Mauzoleum w Pęcicach

Rajd „Po kamienistej drodze” do Pęcic – uroczystość upamiętniająca powstańców warszawskich, uczestników bitwy pęcickiej z 2 sierpnia 1944 roku.

## Historia
Pomysłodawczynią Rajdu była Krystyna Serwaczak, która jako młoda harcerka uczestniczyła 3 maja 1946 roku w uroczystości poświęcenia Pomnika Mauzoleum w Pęcicach. Pomnik ten został wzniesiony dzięki staraniom rodziców poległych i pomordowanych w Pęcicach żołnierzy IV Obwodu AK z Ochoty. Powołano Komitet Budowy Pomnika i zorganizowano zbiórkę pieniędzy wśród społeczeństwa, wspartą dotacją Komisji Likwidacyjnej AK. Drugim elementem mającym wpływ na to, że Pomnik-Mauzoleum zachował się do dziś w niezmienionej formie, był fakt, że Pomnik był zarazem zbiorowym grobem poległych żołnierzy.
Władze PRL miały negatywny pogląd na Armię Krajową i Powstanie.  Młodsze pokolenia miały mieć inny, oficjalny obraz Powstania. Okresowa zmiana nastąpiła w okresie polskiego października 1956. Wychodzili z więzień żołnierze AK, przywracano bardziej prawdziwy obraz tamtych wydarzeń. Ukazało się wiele ważnych publikacji, m.in. monografia Adama Borkiewicza „Powstanie warszawskie. Zarys działań natury wojskowej”.

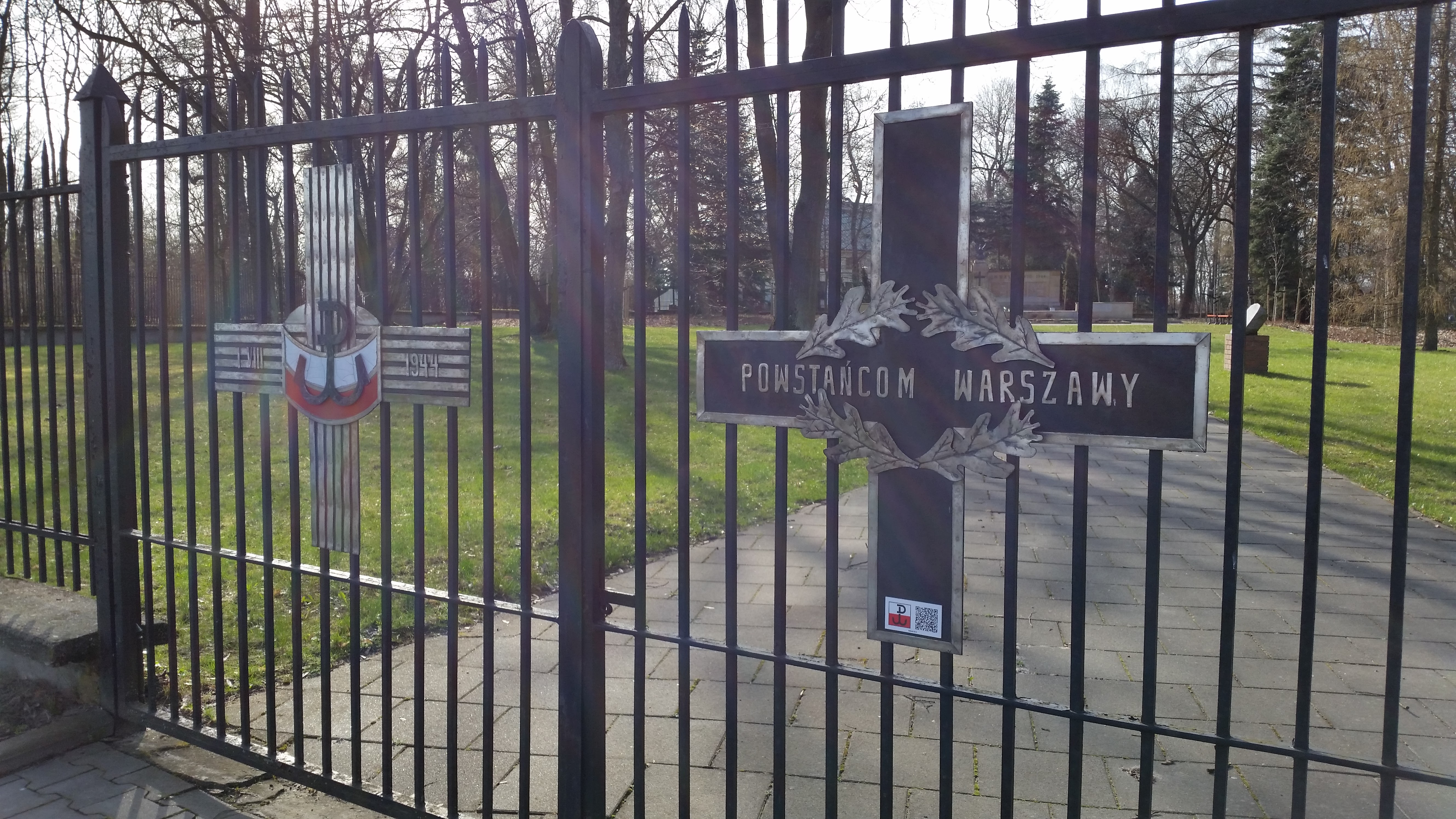
Wejście na teren Pomnika Mauzoleum w Pęcicach

W działalność upamiętniającą bitwę pod Pęcicami włączył się Klub Turystyczno-Krajoznawczy PTTK „Varsovia”, w którym główną rolę odgrywała Krystyna Serwaczak. Klub powstał w 1966 roku, a już w następnym roku odbył się Rajd „Po kamienistej drodze” do Pęcic.
Przy Pomniku odbywały się coroczne skromne uroczystości organizowane przez Komitet Rodzicielski Poległych Żołnierzy w rocznicę starcia pod Pęcicami. Krystyna Serwaczak nawiązała współpracę z przedstawicielem Komitetu Rodzicielskiego Eugeniuszem Arendarczykiem, ojcem poległego w Pęcicach Zbigniewa. Uznano, że władza zaakceptuje taką formę upamiętnienia jakę jest rajdu turystycznego. Nazwa Rajd „Po kamienistej drodze” była symboliczna. Nawiązywała do kamienistej drogi między Regułami a Pęcicami, a zarazem do kamienistej i wyboistej drogi, jaką musieli pokonać ci, którzy starali się godnie uczcić młodych żołnierzy poległych pod Pęcicami.
Pęcice i Rajd „Po kamienistej drodze” przyczyniły się do integracji środowiska kombatantów z Ochoty. Obecnie patronat nad rajdem, oprócz klubu "Varsovia" sprawują władze gminy Michałowice. Co roku na przełomie lipca i sierpnia organizowane są uroczystości przed Pomnikiem Mauzoleum w Pęcicach, podczas których asystę pełni kompania honorowa Wojska Polskiego.